# Impasse de la Maison Rouge (Bruxelles)

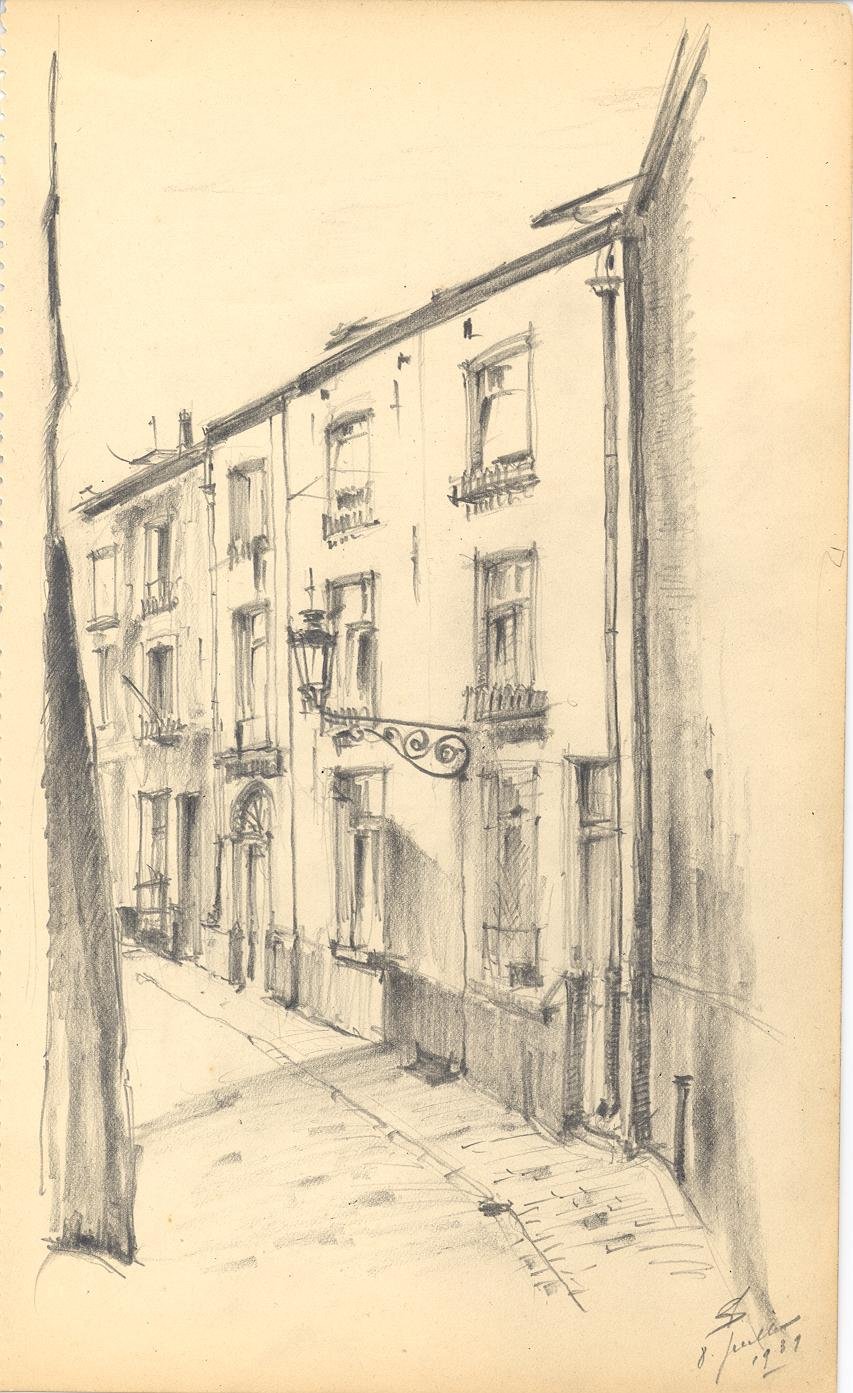
Impasse de la Maison Rouge à Bruxelles. (Dessin par l'architecte Léon van Dievoet, 1939)

Pour les articles homonymes, voir Impasse de la Maison-Rouge.
L'impasse de la Maison Rouge, appelée parfois erronément impasse de la Porte Rouge (en néerlandais : Rode Poort) est une impasse disparue de Bruxelles. Elle était située rue de l'Escalier et commençait au numéro 29. Elle doit son nom à la fameuse auberge de la Porte Rouge. Le mot "poorte" désignait, en effet, les imposantes maisons de pierre ou steen des patriciens et non pas une porte.
Cette impasse fut principalement lotie au XIXe siècle et elle comptait huit maisons construites en hauteur. Malgré sa petitesse, elle comptait 155 habitants en 1866 mais plus que 67 en 1920. Elle n'échappa pas à la bruxellisation et fut détruite en 1966. Selon Jean d'Osta, elle était étroite et sale.